# Saroléa

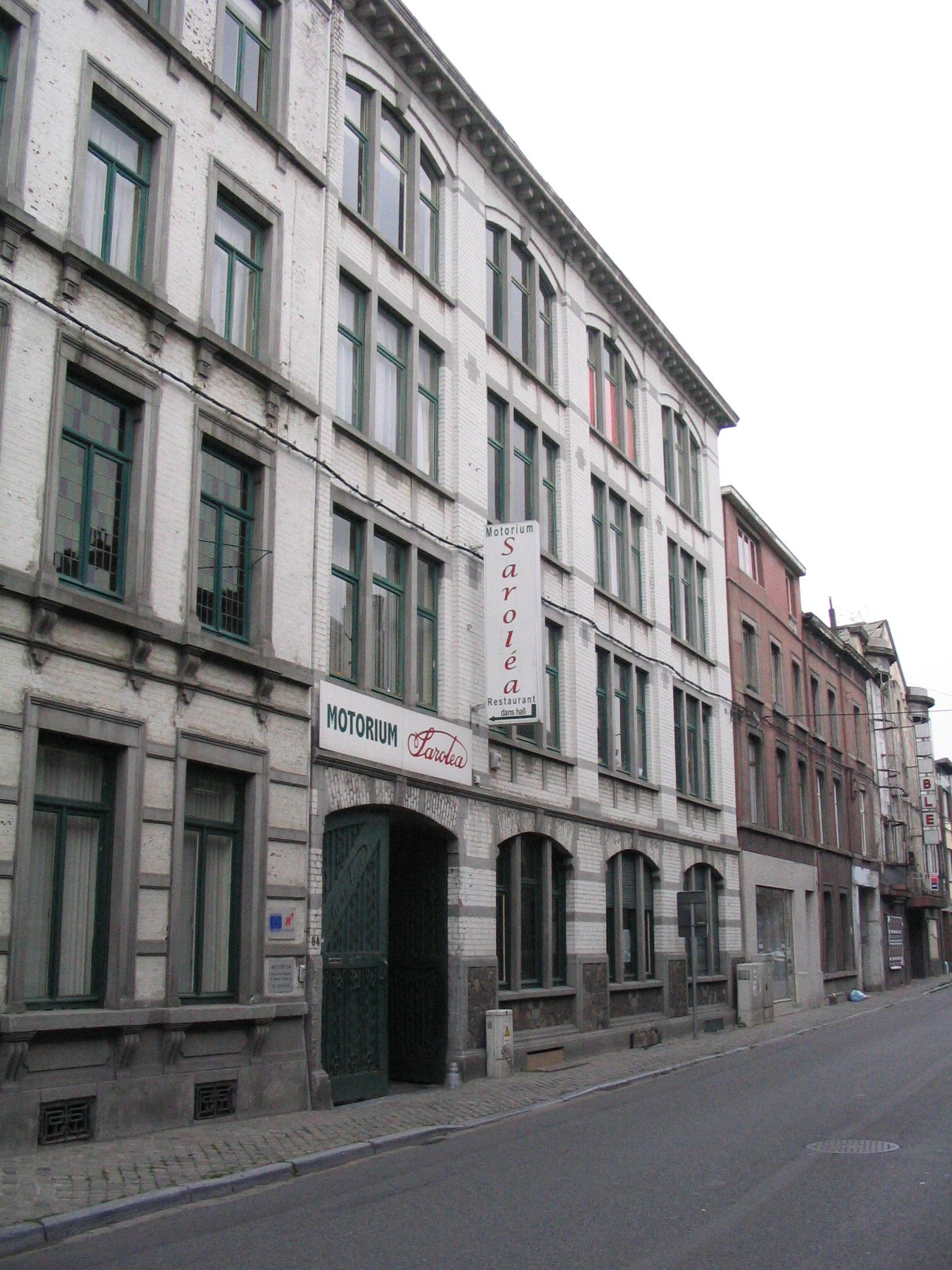
La facciata della sede storica della Saroléa im rue Saint-Lambert a Herstal

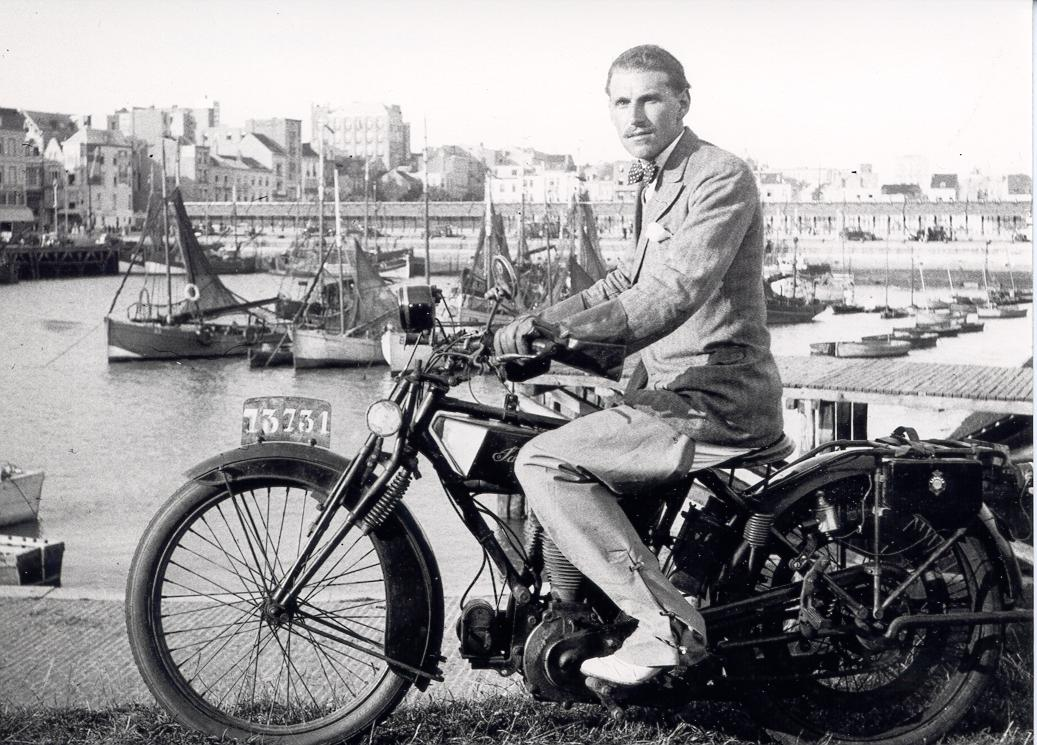
L'architetto Léon van Dievoet sulla sua moto Saroléa. (Blankenberghe 16 luglio 1934)

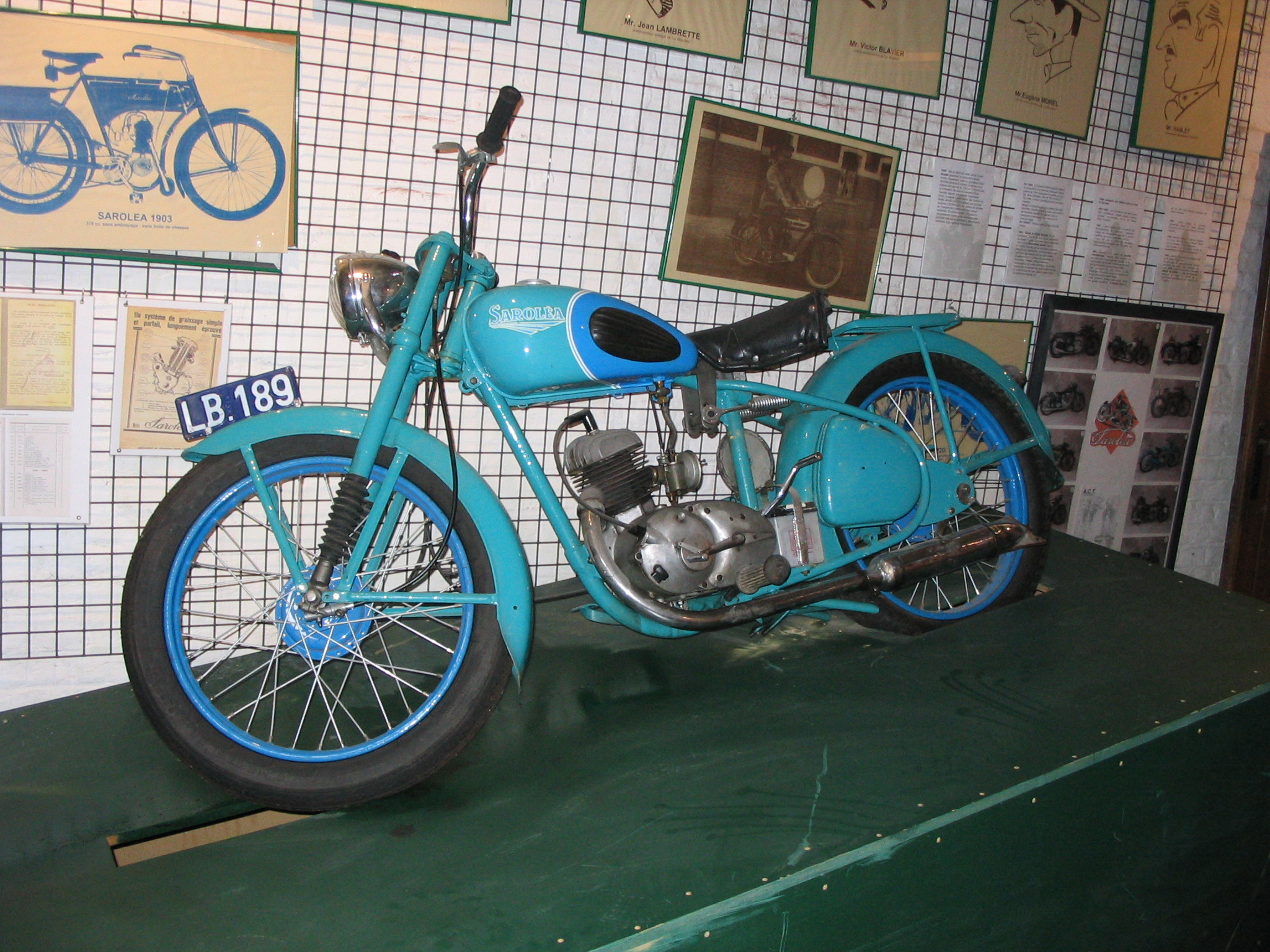
MODELLO 50 LW Oiseau bleu del 1950 presso il Museo Saroléa (Herstal)

La Saroléa era una storica azienda belga produttrice di motociclette di lusso fondata nel 1850 a Herstal da Matthias Joseph Saroléa in principio come fabbrica d'armamenti. La produzione motociclistica iniziò nel 1892 rendendo la Saroléa la prima fabbrica di moto nata in assoluto in Belgio e una delle prime nel mondo. L'azienda cesserà di esistere definitivamente nel 1963.

## Storia
L'azienda fu fondata come fabbrica di armamenti nel 1850 ma già nel 1892 cominciò a produrre le prime motociclette affiancando la sua produzione bellica tradizionale. Il fondatore Matthias Joseph Saroléa muore nel 1894 lasciando la direzione dell'azienda ai figli che, di successo in successo, porteranno la Saroléa ad una dimensione internazionale rilevante.
Negli anni venti la Saroléa partecipa con successo alle corse su lunga distanza, gare di resistenza e cronoscalate.
Dal 1927 l'azienda comincia a prodursi in proprio la scatola del cambio e ai primi del 1929 le dimensioni dello stabilimento raggiunsero i 6000 m2. 
Ormai quasi tutte le componenti venivano prodotte in proprio e la capacità produttiva raggiunse le 50 unità al giorno, mentre per la fine del 1929 in seguito ad una commessa importante la capacità incrementò ulteriormente fino a 75 unità quotidiane. L'azienda produceva motori sia mono che bi-cilindrici a V con i quali forniva anche altri costruttori in altri paesi. In compenso la Saroléa usava anche alcune componenti prodotte da terzi come le scatole del cambio della Sturmey-Archer e i carburatori della AMAL con i quali affiancava la sua produzione.
All'inizio degli anni trenta la Saroléa, coinvolta nella crisi economica, fu costretta ad abbassare il livello qualitativo dei suoi prodotti per poter vendere modelli più economici. Il primo bicilindrico leggero venne comprato da terzi nel 1932, aveva 147 cc e venne montato su un'unità disegnata in proprio dalla Saroléa. Le forcelle anteriori erano di acciaio pre-formato, l'accensione elettrica con spinterogeno e il sistema elettrico era fornito dalla Bosch.
Durante la seconda guerra mondiale la fabbrica venne chiusa dagli invasori tedeschi e solo pochissime unità furono prodotte durante l'occupazione del Belgio.
Nel 1952 Victor Leloup guidò una Saroléa alla vittoria nella gara inaugurale del campionato mondiale di motocross della F.I.M.
Nel 1955 Saroléa si unì in una joint venture con FN  e Gillet Herstal. Tale iniziativa durò fino al 1960 quando Saroléa fu definitivamente fusa nella Gillet. Saroléa cessò di esistere nel 1963.

## Rinascita
Nell'aprile 2014 notizie di stampa indicavano la rinascita del marchio con la produzione di una superbike elettrica con un'estetica nostalgica chiamata Saroléa SP7. La moto dovrebbe essere prodotta con materiali e tecnologie avanzatissime e di altissima qualità, ricollegandosi alle pregiate produzioni del passato per cui il marchio era famoso. Si tratterebbe di una moto con 174 CV e oltre 570 Nm di coppia massima.

## Album

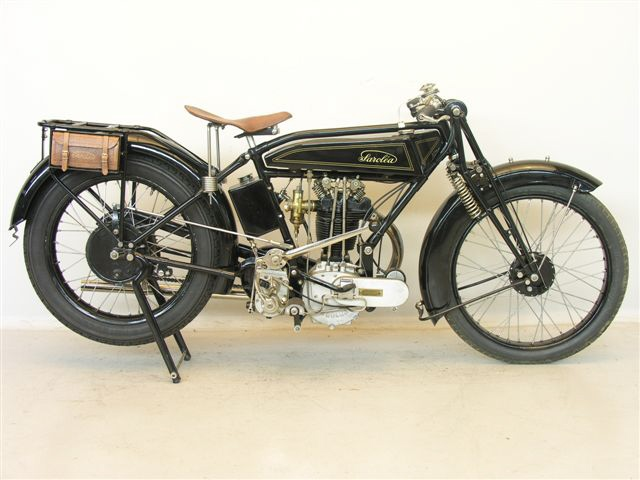
Saroléa 25 H (350 cm³) del 1925
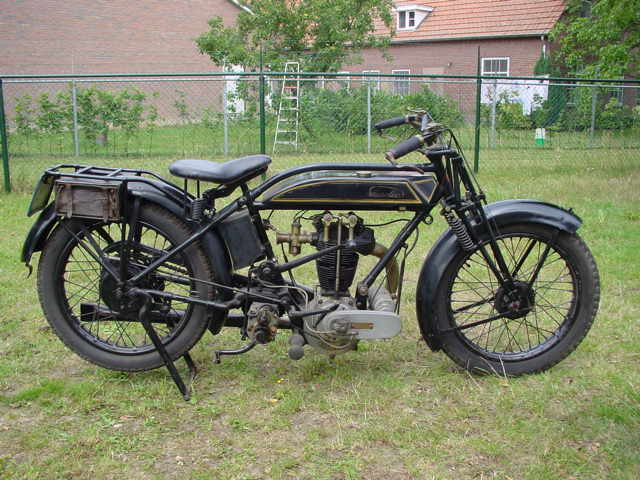
Saroléa 500 cm³ del 1925
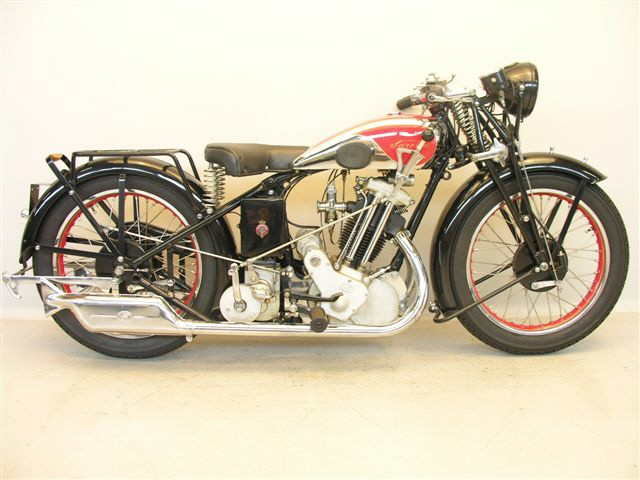
Saroléa modello B 31 (350 cm³) del 1931
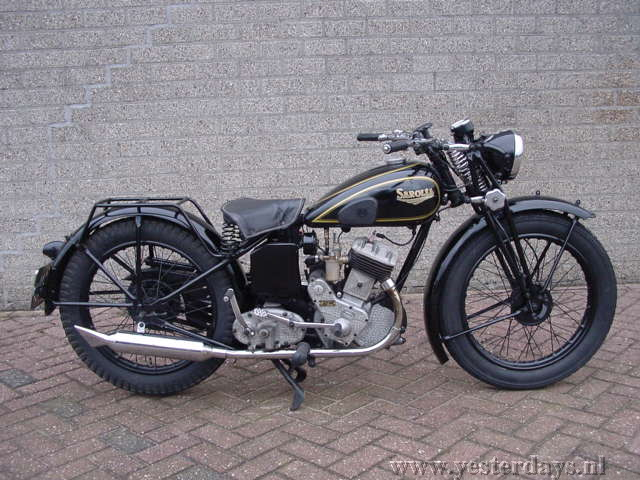
Saroléa modello 46 AS (350 cm³) del 1936
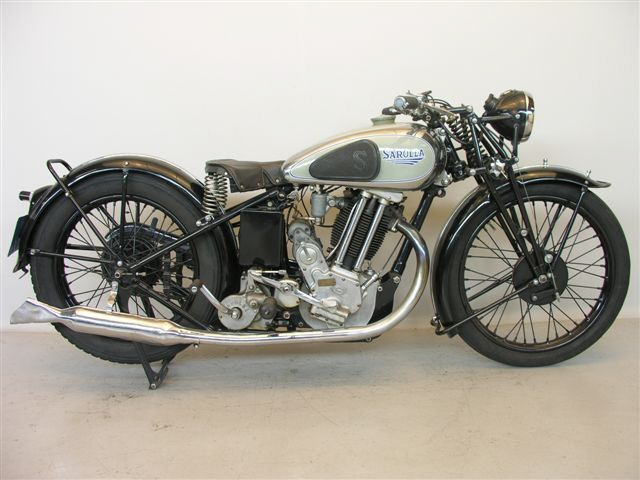
Saroléa modello 36 S (600 cm³) del 1936
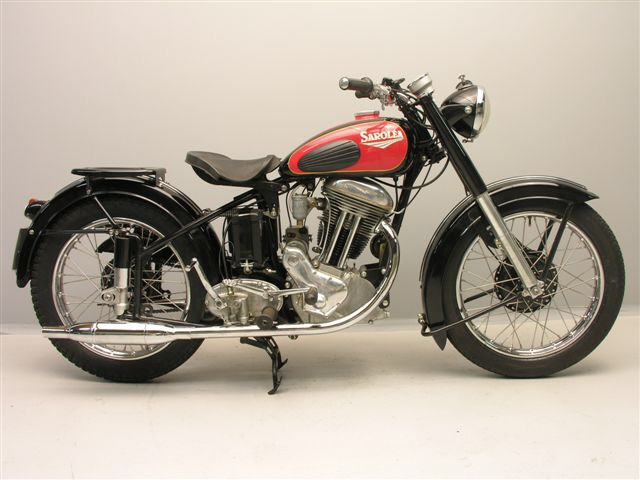
Saroléa Vedette (350 cm³) del 1952
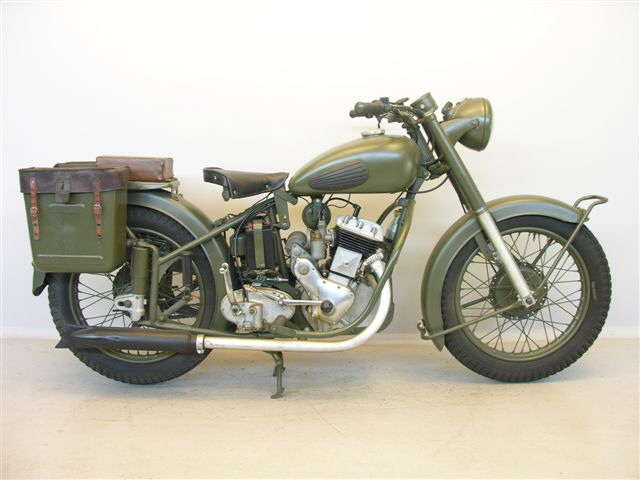
Saroléa modello 51 A4 (400 cm³) del 1951